# شگفتی (خوی)
شگفتی، روستایی است از توابع بخش صفاییه و در شهرستان خوی استان آذربایجان غربی ایران. این روستا در کنار جاده خوی-فیرورق-چالدران قرار دارد.

## جمعیت
این روستا در دهستان سکمن‌آباد قرار داشته و بر اساس سرشماری سال ۱۳۸۵ جمعیت آن ۳۰۷ نفر (۶۳ خانوار)
بوده‌است. زبان مردم این روستا ترکی آذربایجانی است و شیعه هستند.